# Day & Age
Day & Age – to trzeci studyjny album zespołu The Killers. Data wydania albumu w Stanach Zjednoczonych została ustalona na 25 listopada 2008 roku, natomiast 24 w Wielkiej Brytanii oraz 22 listopada w Australii. Pierwszym singlem pochodzącym z tego albumu był utwór „Human”, który został po raz pierwszy wyemitowany na antenie radiowej 22 września 2008 oraz stał się dostępny do ściągnięcia 30 września 2008.Okładkę płyty zaprojektował Paul Normansell.

## Produkcja albumu
Zespół rozpoczął pisanie utworów na ten album w trakcie trasy koncertowej promującej poprzedni studyjny album  Sam’s Town. Następnie praca nad albumem przebiegała w sposób zdalny, gdyż zespół nagrał demo utworów w Las Vegas, a następnie przesłał je drogą internetową do producenta Stuarta Price’a w Londynie.

## Lista utworów
1. „Losing Touch"
2. „Human”
3. „Spaceman”
4. „Joy Ride"
5. „A Dustland Fairytale"
6. „This Is Your Life"
7. „I Can't Stay"
8. „Neon Tiger"
9. „The World We Live In”
10. „Goodnight, Travel Well"

## Utwory dodatkowe
- „A Crippling Blow"
- „Forget About What I Said"